# 愛情大魔咒 (電視劇)
《愛情大魔咒》是台視首播的一部台灣偶像劇，也是百是傳播製作的第一部戲劇節目，於2002年1月28日開鏡。本劇是台灣女子演唱組合S.H.E剛出道不久就擔綱重要角色演出的戲劇，但是只有陳嘉樺、田馥甄演出。由於當時Selina在上大學，因此學業和演藝事業兩頭忙，所以無法參與演出，原角色則由彭曉彤演出。本劇由Ella飾演第一女主角，而Hebe則飾演第二女主角，以及藍正龍飾演男主角黎濤，還有周幼婷、李蒨蓉、彭曉彤、劉智瑋、葛蕾、聶雲參與演出。
片頭曲與片尾曲都是在該劇播出期間，S.H.E推出的專輯《青春株式會社》所收錄歌曲：片頭曲為專輯中第1首歌「Remember」，片尾曲則為專輯中第2首歌「Belief」。

## 劇情大綱
朱俐燁（Ella 飾）是位沒考上大學的重考生，在補習班重考班認識了一位考上醫學院卻休學的資優生黎濤（藍正龍 飾）。過程中朱俐燁讓黎濤擔任她的家教，中間劇情的發展慢慢的雙方互有好感，而胡莎莎（Hebe 飾）則是擔任朱俐燁愛情上的軍師兼好朋友。

## 角色
- Ella 飾 朱俐燁
- Hebe 飾 胡莎莎
- 藍正龍 飾 黎濤
- 周幼婷 飾 竇小嵐
- 李蒨蓉 飾 丁文琳
- 彭曉彤 飾 姚琪
- 高怡平 飾 補習班老師
- 聶雲 飾

## 資料來源
1. ↑  台視節目部企劃製作組 發佈，〈黃義雄施展「魔咒」 瓜哥當「導演」〉 （页面存档备份，存于），《台視全球資訊網》，2002年1月29日。
2. ↑  . udn. 2024-9-26.